# طواف لوكسمبورغ 2006
طواف لوكسمبورغ 2006 (بالألمانية: Luxemburg-Rundfahrt 2006) هو سباق دراجات هوائية، وهو الموسم رقم 66 من السباق، وأقيم خلال الفترة 31 مايو 2006، وحتى 4 يونيو 2006، وامتدّ لمسافة 683.16 كيلومتر، وهو أحد سباقات طواف أوروبا للدراجات 2005–06، وهو من نوع سباق المرحلة، وقد شارك في السباق 97 متسابقاً ووصل إلى نهايته 60 متسابقاً.
فاز فيه بالمركز الأول كريستيان فاند فيلد، والفريق الفائز في ترتيب الفرق CSC 2006.

## المراحل
| المرحلة   | التاريخ | الدورة                               | type                  | المسافة (كم) | الفائز بالمرحلة | القائد العام       |
| --------- | ------- | ------------------------------------ | --------------------- | ------------ | --------------- | ------------------ |
| المقدمة   | 31 مايو | مدينة لوكسمبورغ – مدينة لوكسمبورغ    | مرحلة سباق الزمن فردي | 2٫633        | كيم كيرشن       | كيم كيرشن          |
| المرحلة 1 | 1 يونيو | مدينة لوكسمبورغ – Mondorf-les-Bains ‏ | مرحلة التلال          | 168٫8        | ألان يوهانسن    | كيم كيرشن          |
| المرحلة 2 | 2 يونيو | Schifflange ‏ – Differdange ‏          | مرحلة التلال          | 1٬832        | بول مارتنز      | Marco Serpellini ‏  |
| المرحلة 3 | 3 يونيو | Wiltz ‏ – ديكيرش                      | مرحلة التلال          | 175٫1        | جوناس لجونجبلاد | كريستيان فاند فيلد |
| المرحلة 4 | 4 يونيو | Mersch ‏ – مدينة لوكسمبورغ            | مرحلة التلال          | 149٫4        | ستيفانو جارزيلي | كريستيان فاند فيلد |

## النتيجة

### مرحلة 0
هي مرحلة من نوع سباق فردي ضد الساعة، أجريت في 31 مايو 2006 فاز بالمرحلة كيم كيرشن، ومتصدر الترتيب العام في نهاية المرحلة كيم كيرشن.
| \| التصنيف العام \| التصنيف العام \| التصنيف العام \| التصنيف العام \| التصنيف العام \| \| العداء \| العداء \| الفريق \| الوقت \| \| \| ------------- \| ------------- \| ------------- \| ------------- \| ------------- \| |        |        |       |  |
| |        |        |       |  |
| |        |        |       |  |
| التصنيف العام |        |        |       |  |
| العداء | العداء | الفريق | الوقت |  |

### مرحلة 1
هي مرحلة جبلية، أجريت في 1 يونيو 2006 فاز بالمرحلة ألان يوهانسن، ومتصدر الترتيب العام في نهاية المرحلة كيم كيرشن.
| \| التصنيف العام \| التصنيف العام \| التصنيف العام \| التصنيف العام \| التصنيف العام \| \| العداء \| العداء \| الفريق \| الوقت \| \| \| ------------- \| ------------- \| ------------- \| ------------- \| ------------- \| |        |        |       |  |
| |        |        |       |  |
| |        |        |       |  |
| التصنيف العام |        |        |       |  |
| العداء | العداء | الفريق | الوقت |  |

### مرحلة 2
هي مرحلة جبلية، أجريت في 2 يونيو 2006 فاز بالمرحلة بول مارتنز، ومتصدر الترتيب العام في نهاية المرحلة Marco Serpellini ‏.
| \| التصنيف العام \| التصنيف العام \| التصنيف العام \| التصنيف العام \| التصنيف العام \| \| العداء \| العداء \| الفريق \| الوقت \| \| \| ------------- \| ------------- \| ------------- \| ------------- \| ------------- \| |        |        |       |  |
| |        |        |       |  |
| |        |        |       |  |
| التصنيف العام |        |        |       |  |
| العداء | العداء | الفريق | الوقت |  |

### مرحلة 3
هي مرحلة جبلية، أجريت في 3 يونيو 2006 فاز بالمرحلة جوناس لجونجبلاد، ومتصدر الترتيب العام في نهاية المرحلة كريستيان فاند فيلد.
| \| التصنيف العام \| التصنيف العام \| التصنيف العام \| التصنيف العام \| التصنيف العام \| \| العداء \| العداء \| الفريق \| الوقت \| \| \| ------------- \| ------------- \| ------------- \| ------------- \| ------------- \| |        |        |       |  |
| |        |        |       |  |
| |        |        |       |  |
| التصنيف العام |        |        |       |  |
| العداء | العداء | الفريق | الوقت |  |

### مرحلة 4
هي مرحلة جبلية، أجريت في 4 يونيو 2006 فاز بالمرحلة ستيفانو جارزيلي، ومتصدر الترتيب العام في نهاية المرحلة كريستيان فاند فيلد.
| \| التصنيف العام \| التصنيف العام \| التصنيف العام \| التصنيف العام \| التصنيف العام \| \| العداء \| العداء \| الفريق \| الوقت \| \| \| ------------- \| ------------- \| ------------- \| ------------- \| ------------- \| |        |        |       |  |
| |        |        |       |  |
| |        |        |       |  |
| التصنيف العام |        |        |       |  |
| العداء | العداء | الفريق | الوقت |  |

## التصنيف العام النهائي
| \| التصنيف العام \| التصنيف العام \| التصنيف العام \| التصنيف العام \| التصنيف العام \| \| العداء \| العداء \| الفريق \| الوقت \| \| \| ------------- \| ------------------------- \| ------------------------------------------- \| -------------- \| ------------- \| \| 1 \| كريستيان فاند فيلد \| CSC \| 16 س 39 د 49 ث \| \| \| 2 \| توماش بروزينا \| Mróz (cycling team) [الإنجليزية]‏ \| + 10 ث \| \| \| 3 \| ألان يوهانسن \| CSC \| + 24 ث \| \| \| 4 \| جوناس لجونجبلاد \| Cycle Collstrop [الإنجليزية]‏ \| + 26 ث \| \| \| 5 \| خوان أنطونيو فليتشا \| Rabobank \| + 34 ث \| \| \| 6 \| بيرتن دي وايل \| Landbouwkrediet–Colnago [الإنجليزية]‏ \| + 44 ث \| \| \| 7 \| Johan Coenen [الإنجليزية]‏ \| Cycle Collstrop [الإنجليزية]‏ \| + 48 ث \| \| \| 8 \| سيريل ليموان \| Crédit Agricole (cycling team) [الإنجليزية]‏ \| + 50 ث \| \| \| 9 \| ايروس كابتشي \| Liquigas [الإنجليزية]‏ \| + 1 د 07 ث \| \| \| 10 \| Roy Sentjens [الإنجليزية]‏ \| Rabobank \| + 1 د 32 ث \| \| |                     |                                 |                |  |
| |                     |                                 |                |  |
| |                     |                                 |                |  |
| التصنيف العام |                     |                                 |                |  |
| العداء | العداء              | الفريق                          | الوقت          |  |
| 1 | كريستيان فاند فيلد  | CSC                             | 16 س 39 د 49 ث |  |
| 2 | توماش بروزينا       | Mróz (cycling team) ‏            | + 10 ث         |  |
| 3 | ألان يوهانسن        | CSC                             | + 24 ث         |  |
| 4 | جوناس لجونجبلاد     | Cycle Collstrop ‏                | + 26 ث         |  |
| 5 | خوان أنطونيو فليتشا | Rabobank                        | + 34 ث         |  |
| 6 | بيرتن دي وايل       | Landbouwkrediet–Colnago ‏        | + 44 ث         |  |
| 7 | Johan Coenen ‏       | Cycle Collstrop ‏                | + 48 ث         |  |
| 8 | سيريل ليموان        | Crédit Agricole (cycling team) ‏ | + 50 ث         |  |
| 9 | ايروس كابتشي        | Liquigas ‏                       | + 1 د 07 ث     |  |
| 10 | Roy Sentjens ‏       | Rabobank                        | + 1 د 32 ث     |  |